# Gonaphodiellus nigrinus
Gonaphodiellus nigrinus är en skalbaggsart som beskrevs av Schmidt 1916. Gonaphodiellus nigrinus ingår i släktet Gonaphodiellus och familjen Aphodiidae. Inga underarter finns listade i Catalogue of Life.